# San Miguel de Basauri
San Miguel de Basauri es un distrito y barrio del municipio de Basauri (Vizcaya, España). Constituye el núcleo fundacional del municipio, donde se creó la primigenia anteiglesia frente a la parroquia de San Miguel.

## Historia
En 1510 se constituye la parroquia de San Miguel en terrenos del paraje llamado Basauri, razón por la cual se considera creada la entidad territorial con nombre Anteiglesia de San Miguel de Basauri, independiente de la vecina anteiglesia de Arrigorriaga, a la que pertenecía. Desde entonces, el nuevo municipio de Basauri mantiene su ayuntamiento y su núcleo poblacional más importante en la zona de San Miguel, junto a la parroquia originaria del municipio, pero en 1902 se decide trasladar la casa consistorial al barrio de Arizgoiti, por ser éste punto equidistante de los dos extremos más alejados del pueblo: Finaga (San Miguel) y El Boquete. A pesar de constituir la Anteiglesia de San Miguel de Basauri un municipio en la práctica, no obtuvo su asiento con voz y voto en las Juntas Generales de Vizcaya hasta 1858, pocos años antes de la disolución definitiva del señorío de Vizcaya, como el resto de anteiglesias y villas vizcaínas. Este hecho se debe a que Basauri y Arrigorriaga no realizaron la desanexión del paraje de Basauri en los términos requeridos, por lo que Basauri necesitó más de tres siglos para entrar en las Juntas Generales en igualdad de condiciones al resto de localidades. El fuerte desarrollo urbanístico y demográfico de Basauri experimentado durante el siglo XX, a partir de la instalación de industrias a lo largo de la ribera de los ríos Nervión e Ibaizábal, consolidó la actual trama urbanística y social de San Miguel, que recibió muchas personas y familias de toda España. Así, se creó por ejemplo la barriada de Hernán Cortés, entre otras. Este desarrollo produjo en la práctica la división de Basauri en dos núcleos bien definidos: por un lado, el más importante núcleo erigido alrededor del nuevo ayuntamiento en Arizgoiti. Por otro, el menor núcleo de San Miguel. De este modo, San Miguel se constituye en la práctica hoy en un barrio de Basauri tras perder su carácter de núcleo más importante de Basauri.

## Comunicaciones
San Miguel cuenta con dos estaciones de ferrocarril (Renfe), denominadas: Abaroa-San Miguel y Basauri Apeadero. Además, está comunicado por medio de autobuses de la compañía pública Bizkaibus, y una lanzadera que acerca a los habitantes a la Estación de Basauri (Metro de Bilbao).

## Fiestas
San Miguel celebra sus fiestas patronales el día 29 de septiembre. San Miguel Arcángel es, junto con San Fausto, copatrono de Basauri.

## Deporte
San Miguel tiene un gran frontón y un campo de fútbol de hierba artificial, con una capacidad de unas 1000 personas. Cabe destacar la escuela de pelota mano de San Miguel, y el equipo de fútbol U.D San Miguel, fundado en 1957. Su campo se encuentra situado en el barrio de Abaroa.
- Datos: Q9073643